# Lucien Neuwirth
Pour les articles homonymes, voir Neuwirth.
Lucien Neuwirth, né le 18 mai 1924 à Saint-Étienne (Loire) et mort le 26 novembre 2013 à Paris, est un homme politique français.
Résistant durant la Seconde Guerre mondiale, il s'engage en politique dans le mouvement gaulliste et est député de 1958 à 1981. Il est principalement connu pour avoir défendu la loi Neuwirth pour l'autorisation de l'utilisation de la contraception orale en 1967, qui lui a valu d'être surnommé « Lulu la pilule ». Par la suite, il devient sénateur et s'intéresse à la prise en charge de la fin de vie.

## Biographie

### Famille et études
Lucien Neuwirth est le fils de Natan « Nesamel » Neuwirth (1897-1978), fourreur dans plusieurs capitales européennes puis à Saint-Étienne, naturalisé français en 1923 et de Gabrielle Blachon (1897-1987),.
Lucien Neuwirth est élève au lycée Claude-Fauriel de Saint-Étienne.

### Seconde Guerre mondiale
Le 18 juin 1940, âgé de seize ans, il est à Yssingeaux lorsqu'il entend par hasard l'appel du général de Gaulle à la radio. « Ce qu'il disait, c'était ce que je pensais », affirmera plus tard Lucien Neuwirth. Rentré à Saint-Étienne, il organise un groupe de jeunes amis convaincus comme lui qu'il faut résister, rencontre Jean Nocher, alors journaliste au journal La Tribune de Saint-Étienne. C'est autour de Jean Nocher que va se constituer le groupe Espoir et s’organiser la publication du journal clandestin du même nom. En 1942, les arrestations de résistants ayant commencé, il dit à sa mère son intention de partir pour Londres : elle l'approuve. Il s'engage dans les Forces françaises libres, rejoint les parachutistes SAS français, atterrit en planeur en Bretagne début août 1944, et part vers la Loire en jeep (opération Spencer). Il combat en Belgique (opération Franklin, hiver 1944) puis est parachuté aux Pays-Bas (opération Amherst, avril 1945) où il est blessé et fait prisonnier. Libéré, il rejoint son unité en Grande-Bretagne puis la France.
Le 11 octobre 1948, il fonde l'Association des parachutistes de la Loire, actuellement Centre École de parachutisme Saint-Étienne Saint-Galmier, dont il fut le président jusqu'en 1953.

### IVeRépublique
Lucien Neuwirth adhère au RPF en 1947.
De 1947 à 1965, il est conseiller municipal de Saint-Étienne, puis de 1953 à 1965 il est adjoint au maire de cette ville.
Lors du putsch d'Alger en mai 1958, il est porte-parole du Comité de salut public, directeur de la radiodiffusion-télévision française en Algérie (Radio Alger) et représentant permanent en Algérie de Jacques Soustelle.

### Début de laVeRépublique et dépénalisation de la contraception en 1967
En juin 1944, il découvre la contraception à Londres. Alors qu'il va avoir une relation sexuelle dans Hyde Park avec une Irlandaise de la Women's Army Corps, cette dernière lui tend un contraceptif effervescent. C'est à cette occasion qu'il découvre que les préservatifs et les spermicides sont en vente libre en Angleterre.
Aux élections législatives françaises de 1958, il est élu député de 2e circonscription de la Loire avec l'UNR. Il est réélu en 1962 sous la même étiquette, puis réélu en 1967, 1968 et 1973 avec l'UDR et réélu en 1978 avec le RPR.
En 1957, il fait la connaissance du mouvement « Maternité heureuse ». Dans le cadre de ses activités de responsable de la commission d’assistance judiciaire que lui avait confiées en 1947 Alexandre de Fraissinette, maire de Saint-Étienne, il avait déjà été sensibilisé à la détresse des femmes subissant des grossesses non désirées. Il se promet, dès cette époque, d'abroger la loi de 1920 criminalisant la propagande anticonceptionnelle, ce qui lui attire les foudres des conservateurs. Le portail de sa maison est graffité d'« assassin d'enfant », sa fille de treize ans est priée de quitter l'établissement privé religieux où elle était scolarisée. Dans un paquet recommandé, il reçoit un fœtus avec ce mot : « Salaud, voilà ce que tu as fait ». Il est traité de « fossoyeur de la France ».
En 1966, alors député UDR, il rédige avec l'aide de Pierre Simon une proposition de loi dépénalisant la contraception et la dépose en mai de cette année. Il tente de rassembler autour de lui d'autres députés gaullistes favorables à l'abrogation, mais la majorité y est violemment hostile. C'est Marie-Claude Vaillant-Couturier, camarade de résistance, qui lui gagne le soutien de députés communistes. Le 19 avril 1967, il est interrogé à la télévision par Pierre Dumayet sur son livre Dossier de la pilule. Cette interview lui permet d'expliquer sa proposition de loi relative à la régulation des naissances, à l'autorisation et à la libéralisation du recours à la contraception.
Après bien des atermoiements, la loi Neuwirth légalisant la contraception est finalement promulguée le 28 décembre 1967. Il complète celle-ci par la loi no 73-639 du 11 juillet 1973 créant le Conseil supérieur de l'information sexuelle, de la régulation des naissances et de l’éducation familiale (CSIS). Son action pour la légalisation de la contraception lui vaut le surnom de « Lulu la pilule ».
De 1958 à 1962, il est secrétaire général du groupe UNR puis questeur de l'Assemblée nationale de 1962 à 1975, il devient secrétaire général-adjoint de l'UDR en décembre 1974. Il se présente sans succès aux élections municipales de Saint-Étienne en 1965 et en 1971 face à Michel Durafour.
En 1976, il est président de l’Amicale parlementaire des PME. La même année, il fonde avec Marie-Andrée Lagroua Weill-Hallé le Comité national pour la régulation des naissances.
De mars 1979 à mars 1994, il est président du Conseil général de la Loire. Après avoir été battu par le socialiste Bruno Vennin lors des élections législatives de juin 1981 marquées par la « vague rose », il crée en novembre 1981 le club politique Nouvelle opposition nationale.

### Sénat et fin de vie
Lucien Neuwirth est élu sénateur RPR de la Loire le 25 septembre 1983, puis réélu le 27 septembre 1992 jusqu'au 30 septembre 2001. De 1989 à 1998, il exerce également les fonctions de questeur du Sénat. Siégeant à la commission des Affaires sociales du Sénat, il est à l’origine des lois sur la prise en charge de la douleur (1995), et sur les soins palliatifs (1999). Celles-ci lui sont inspirées par l'expérience de son épouse en chimiothérapie et la différence avec la prise en charge de la douleur aux États-Unis à la même époque.
De 1998 à 2001, il est membre de la délégation française aux assemblées du Conseil de l'Europe et de l'Union de l'Europe occidentale. En 2001, il est membre du Conseil économique et social.
Franc-maçon,, il a été membre de la Grande Loge de France.
Il meurt le 26 novembre 2013 à l'hôpital Sainte-Périne dans le 16e arrondissement de Paris, à l'âge de quatre-vingt-neuf ans. Une messe a été célébrée par le père Pascal Gollnisch en l'église Saint-François-de-Sales de Paris dans le 17e arrondissement de Paris le 29 novembre 2013 en présence notamment de Najat Vallaud-Belkacem, Marisol Touraine, Charles Pasqua, Gérard Larcher, Patrick Ollier, Antoine Rufenacht, Bernard Debré, Roger-Gérard Schwartzenberg, Michel Roussin, Jean-François Legaret et Paul-Marie Coûteaux. Les obsèques de Lucien Neuwirth ont été célébrées par Mgr Dominique Lebrun le 2 décembre 2013 en la cathédrale Saint-Charles-Borromée de Saint-Étienne. Il est inhumé au cimetière du Crêt-de-Roc à Saint-Étienne.

## Vie privée
Il fut marié en premières noces à Marinette Didier (décédée le 18 janvier 1997 au centre Léon-Bérard à Lyon), avec qui il a eu une fille Gabrielle Neuwirth épouse Dallara (décédée le 22 juin 2005 à l'âge de cinquante-deux ans). Il sera très marqué par la mort de sa fille.
Il épouse en secondes noces, le 30 janvier 1999 à Paris, Sophie Huet, journaliste au Figaro et présidente de l'Association des journalistes parlementaires.

## Mandats et fonctions

### Mandats parlementaires
- 30 novembre 1958 - 9 octobre 1962 : Député de 2e circonscription de la Loire
- 25 novembre 1962 - 2 avril 1967 : Député de 2e circonscription de la Loire (réélu)
- 12 mars 1967 - 30 mai 1968 : Député de 2e circonscription de la Loire (réélu)
- 30 juin 1968 - 1er avril 1973 : Député de 2e circonscription de la Loire (réélu)
- 11 mars 1973 - 2 avril 1978 : Député de 2e circonscription de la Loire (réélu)
- 19 mars 1978 - 22 mai 1981 : Député de 2e circonscription de la Loire (réélu)
- 25 septembre 1983 - 30 septembre 2001 : Sénateur de la Loire (réélu le 27 septembre 1992)

### Mandats locaux
- 1947 - 1965 : Conseiller municipal de Saint-Étienne
- 1953 - 1965 : Adjoint au maire de Saint-Étienne
- 1967 - 1973 : Conseiller général du canton de Saint-Étienne-Sud-Ouest
- 1973 - 1998 : Conseiller général du canton de Saint-Étienne-Sud-Ouest-1
- mars 1979 - mars 1994 : Président du Conseil général de la Loire

### Autres mandats
- 1998 - 2001 : Membre de la délégation française aux assemblées du Conseil de l'Europe et de l'Union de l'Europe occidentale
- 2001 : Membre du Conseil économique et social

## Décorations

### Décorations françaises
- Commandeur de la Légion d'honneur (31 décembre 2001)
- Médaille militaire
- Grand officier de l'ordre national du Mérite
- Croix de guerre 1939-1945
- Médaille de la Résistance française avec rosette
- Chevalier de l'ordre des Palmes académiques
- Médaille des évadés

### Décoration étrangère
- Médaille de la Liberté (États-Unis)

## Publications
- Dossier de la pilule, 1967.
- Le fléau fiscal : Réforme ou révolution, Paris, Fayard, 1967.
- Mais, après tout… (Ma guerre à 16 ans), Arles, Actes Sud, 1994.
- Rapport sur la politique de lutte contre le cancer, corédigé avec Claude Huriet, 2001.

## Dans la fiction
- 2008 : Monsieur Neuwirth, tenez bon ! (2008), docu-fiction de Sébastien Grall, joué par Benjamin Boyer.
- 2014 : La Loi (2014), téléfilm de Christian Faure, joué par Patrick d'Assumçao.

## Hommages
- Institut de Cancérologie Lucien Neuwirth au centre hospitalier universitaire de Saint-Étienne à Saint-Priest-en-Jarez.
- Place Lucien Neuwirth à Saint-Étienne inaugurée le 18 juin 2016 par Gaël Perdriau, maire de Saint-Étienne et Évence Richard, préfet de la Loire[22],[23],[24].
- Rue Lucien Neuwirth au Coteau.
- Rue Lucien Neuwirth à Ramonville-Saint-Agne.
- Rue Lucien Neuwirth à Auray.
- Rue Lucien Neuwirth à Louviers.